# Harpactea caligata
Harpactea caligata là một loài nhện trong họ Dysderidae.
Loài này thuộc chi Harpactea. Harpactea caligata được miêu tả năm 1997 bởi Beladjal & Robert Bosmans.